# Жукович Платон Миколайович
Жукович Платон Миколайович (1857 – 1919) — історик церкви, педагог, член-кореспондент Петербурзької АН (1918), дійсний член НТШ (1910).

## Життєпис
Закінчив Петербурзьку духовну академію, де був професором російської громадської історії (1894—1911), дійсний член Наукового товариства імені Шевченка (1910). Досліджував історію церковного життя в Україні 17 століття та участі в ньому української шляхти та козацтва. Знайшов та опублікував «Протестацію» (1621) української православної ієрархії, що була адресована до вального сейму й всієї Речі Посполитої в справі утисків над православ'ям. У праці «Сеймовая борьба православного западно-русского дворянства с церковной унией» Жукович подає огляд боротьби православної української й білоруської громади проти релігійних утисків від початку 17 століття й до смерті короля Сигізмунда III Вази. М.Грушевський високо оцінив його працю, відзначивши, що вона «стала однією з найбільш цінних вкладок в історію цієї боротьби і багатством фактичним, старанним аналізом подій і новим джереловим матеріалом без сумніву значно посунула нашу знайомість з цією добою» (Оцінка праці М. С. Грушевським в «Записках Наукового товариства імені Шевченка», т. 113).

## Твори
- Кардинал Гозий и польская церковь его времени. СПб., 1882
- Запорожские гетманы Бородавка и Сагайдачный в своих последних церковных и политических делах. «Христианское чтение», 1906, январь
- Архи-епископ Мелетий Смотрицкий в Вильне в первые месяцы своей хиротонии. Там само, 1906, апрель—май
- Убийство Иосифа Кунцевича. Там само, 1907, сентябрь
- Протестация митрополита Иова Борецкого и других западнорусских иерархов, составленная 28 апреля 1621 г. СПб., 1909
- Сеймовая борьба православного западно-русского дворянства с церковной унией (до 1609). СПб., 1903—12. Вып. 1—6. Вып. 1: 1609—1614 гг. СПб., 1903
- Вып. 2: (1615—1619 гг.). СПб., 1904
- Вып. 3: (1620—1621 гг.). Восстановление иерархии. СПб., 1906
- Вып. 4: (1623—1625 гг.). 1908
- Вып. 5 : (1625—1629). СПб., 1910
- Вып. 6: (1629—1632 гг.). СПб., 1912
- Киевский собор 1629 г. «Христианское чтение», 1911, январь
- Религиозно-церковный элемент в казацком восстании 1630 года (под предводительством Тараса). Там само, 1911, июль—август
- Материалы для истории Киевского и Львовского соборов 1629 г. «Записки Петербургской духовной академии», 1911, т. 8.